# 横浜デジタルアーツ専門学校

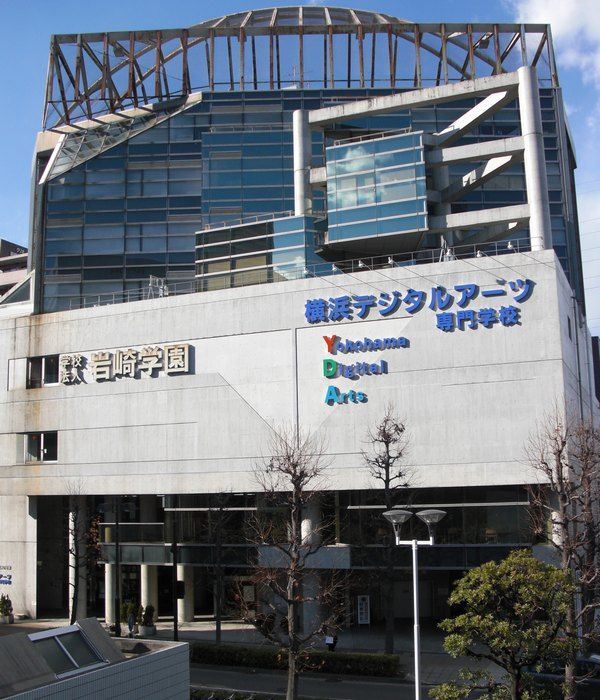
2号館

横浜デジタルアーツ専門学校（よこはまデジタルアーツせんもんがっこう）は、神奈川県横浜市にある専門学校。ゲーム、CG、映像（動画）、グラフィックデザイン、イラスト、漫画、DTP、Webデザイン、音楽の専門学校。運営者は学校法人岩崎学園。

## 学校概要
- 開校：1989年（旧校名 岩崎ファッション工科専門学校として開校）
- 教育目標
  - 高度な技術力の習得
  - プレゼンテーション能力の育成
  - 豊かな人間性の涵養
- 学校の特色
  - 基本のデザイン力を重視
  - ひとり1台ノートパソコンを無償貸与する教育システムで実力養成
  - プロに学ぶインターンシップが充実
  - キャリアを深める選択講座を豊富に用意
  - 映像、イラスト、漫画、グラフィックデザイン、ゲーム、Web、CG、ミュージックの8学科を設置
- 略称：YDA
- 主な施設：学生食堂、学生ホール、体育館、テニスコート、フットサルコート（横浜西口）、箱根研修所、岩崎博物館（ゲーテ座記念）

## 設置学科
- 漫画・イラスト科（4年制）【2025年4月開設】
- メディアクリエイティブ学科（4年制）
- ゲーム科（3年制）
- CG科（3年制）
- 総合デザイン科（3年制）/メディアコース、映像デザインコース
- グラフィック科（2年制）/デザインコース、イラストコース
- Webデザイン科（2年制）
- ミュージック科（2年制）/DTMコース、ビジネスコース、ボーカリスト・プレイヤーコース

## 所在地
〒222-0033
- 神奈川県横浜市港北区新横浜3-22-17（岩崎学園新横浜2号館）
- 神奈川県横浜市港北区新横浜3-22-19（岩崎学園新横浜3号館）

## 交通手段
- JR新幹線・横浜線　新横浜駅
- 横浜市営地下鉄線　新横浜駅